# Modinos c. Chypre
Modinos c. Chypre est un arrêt de la Cour européenne des droits de l'homme datant du 22 avril 1993 qui condamne Chypre pour avoir interdit, à travers l'article 171 de son code criminel, les relations sexuelles entre personnes de même sexe. 
Malgré l'opposition du gouvernement chypriote, cet arrêt, qui fait suite à deux autres affaires similaires (Dudgeon c. Royaume-Uni de 1981 et Norris c. Irlande de 1988), contraint finalement Nicosie à légaliser l'homosexualité en 1998. Cependant, une nouvelle discrimination remplace l'ancienne puisque la loi établit désormais une différence entre majorité sexuelle hétérosexuelle et homosexuelle.